# 陳觀慧
陳 観慧（チェン・グァンホイ、1993年8月28日 - ）は、中国のアイドル。広東省湛江市出身。上海絲芭文化傳媒有限公司所属。女性アイドルグループSNH48チームSIIのメンバーである。以前は中国のアイドルグループ藍宝石少女（サファイアガールズ）に所属していた。

## 来歴
2012年
- 10月14日、『SNH48オリジナルメンバーオーディション』に合格。

2013年
- 4月17日、セレクション合格、正規メンバーとなった[3]。
- 6月8日、来日し、横浜国際総合競技場で『AKB48スーパーフェスティバル 〜日産スタジアム、小(ち)っちぇ!小(ち)っちゃくないし!!〜』と『AKB48 32ndシングル選抜総選挙』開票イベントを見学。前日にはAKB48劇場も見学した[4]。
- 6月13日、デビューシングル「無尽旋転(ヘビーローテーション)」発売、初選抜となった。
- 7月13日、SNH48初の公式的握手イベント「無尽旋転(ヘビーローテーション)」発売記念握手会が上海老碼頭で行われ、初の写真会とサイン会にも参加した[5]。
- 8月2日、セカンドシングル「飛翔入手(フライングゲット)」発売、カップリング曲は「馬尾與髮圈(ポニーテールとシュシュ)」。2曲ともに選抜メンバーとして選ばれた。
- 8月30日、専用劇場「星夢劇院」オープン。1期生メンバーによる「最終ベルが鳴る（最後的鐘聲響起）」公演で劇場でデビュー[6]。
- 11月11日、SNH48メンバー48名の中から24人のうちの一人としてチームSIIのメンバーに選出された[7]。

## 人物
- 憧れの先輩は、前田敦子
- 好きな歌手は、YUI、山田涼介
- 好きなカラーは、青、虹色
- 趣味は、ダンス、太鼓、絵画
- 夢は、万能なエンターテイナーになること。
- 特徴は、左耳にピアスの穴が二つ、笑うと丸い顔になること。

## SNH48での参加曲

### シングルCD曲
- 無尽旋転
  - 激流之戦
  - 化作桜花樹
- 飛翔入手
  - 馬尾与髪圈
  - 石頭剪刀布

### 劇場公演ユニット曲
1期生「最終ベルが鳴る」公演
- リターンマッチ

 チームSII 1st Stage「最終ベルが鳴る」公演
- 初恋泥棒

 チームSII 2nd Stage「長い光」公演
- 黒い天使

## 出演

### ドラマ
- 夢想預備生

### バラエティ番組
- 天天向上（2013年5月16日、湖南衛視）
- 星光現場（2013年5月22日、SMG）
- 炫動漫（不定期出演）

### コンサート
- 祈福雅安，星花為你綻放（2013年5月25日、上海寶鋼大舞臺）
- 這一年，我們一起追的SNH48（2013年11月16日、廣州國際演藝中心）

### イベント
- 虹口燈光秀（2013年2月24日）
- 上海新娯樂草莓音樂節（2013年4月30日）
- 上海國際機床展（2013年7月3、4日）